# Vervactor typicalis
Vervactor typicalis är en insektsart som beskrevs av William Lucas Distant 1916. Vervactor typicalis ingår i släktet Vervactor och familjen spottstritar. Inga underarter finns listade i Catalogue of Life.